# Chris Beck
Pour les articles homonymes, voir Chris Beck (Navy SEAL) et Beck.
Christopher Michael Beck (né le 4 septembre 1990 à Commerce, Géorgie, États-Unis) est un ancien lanceur droitier de la Ligue majeure de baseball.

## Carrière
Joueur à l'école secondaire de Jefferson (Géorgie), Chris Beck est repêché par les Indians de Cleveland au 35e tour de sélection en 2009. Ayant repoussé l'offre pour joindre les Eagles de l'université du Sud de la Géorgie, il signe son premier contrat professionnel avec les White Sox de Chicago, le club qui le sélectionne au 2e tour du repêchage amateur de 2012. 
Il fait ses débuts dans le baseball majeur le 28 mai 2015 comme lanceur partant des White Sox mais encaisse la défaite contre les Orioles de Baltimore.